# Spiegelberg

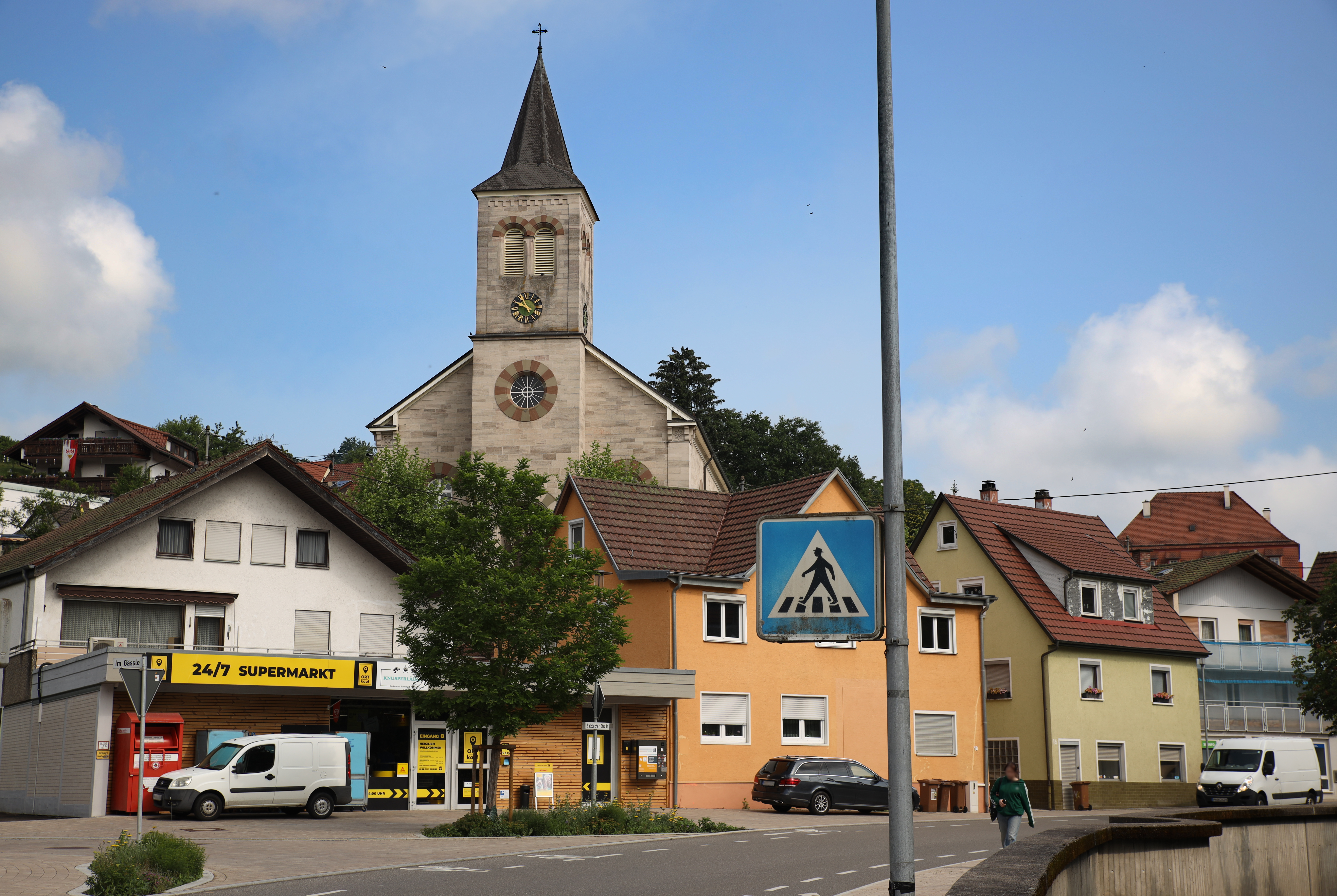
Spiegelberger Kirche

Spiegelberg ist eine Gemeinde im Rems-Murr-Kreis in Baden-Württemberg.

## Geographie

### Geographische Lage
Spiegelberg liegt am teilweise nach ihm benannten Fluss „Spiegelberger“ Lauter im Naturraum Schwäbisch-Fränkische Waldberge und ist Mitgliedsgemeinde im Naturpark Schwäbisch-Fränkischer Wald. Nachbarstädte und -gemeinden Spiegelbergs sind (im Uhrzeigersinn, beginnend im Süden): Oppenweiler, Aspach (Rems-Murr-Kreis), Oberstenfeld (Landkreis Ludwigsburg), die Stadt Beilstein, Wüstenrot (beide Landkreis Heilbronn), Großerlach und Sulzbach an der Murr.

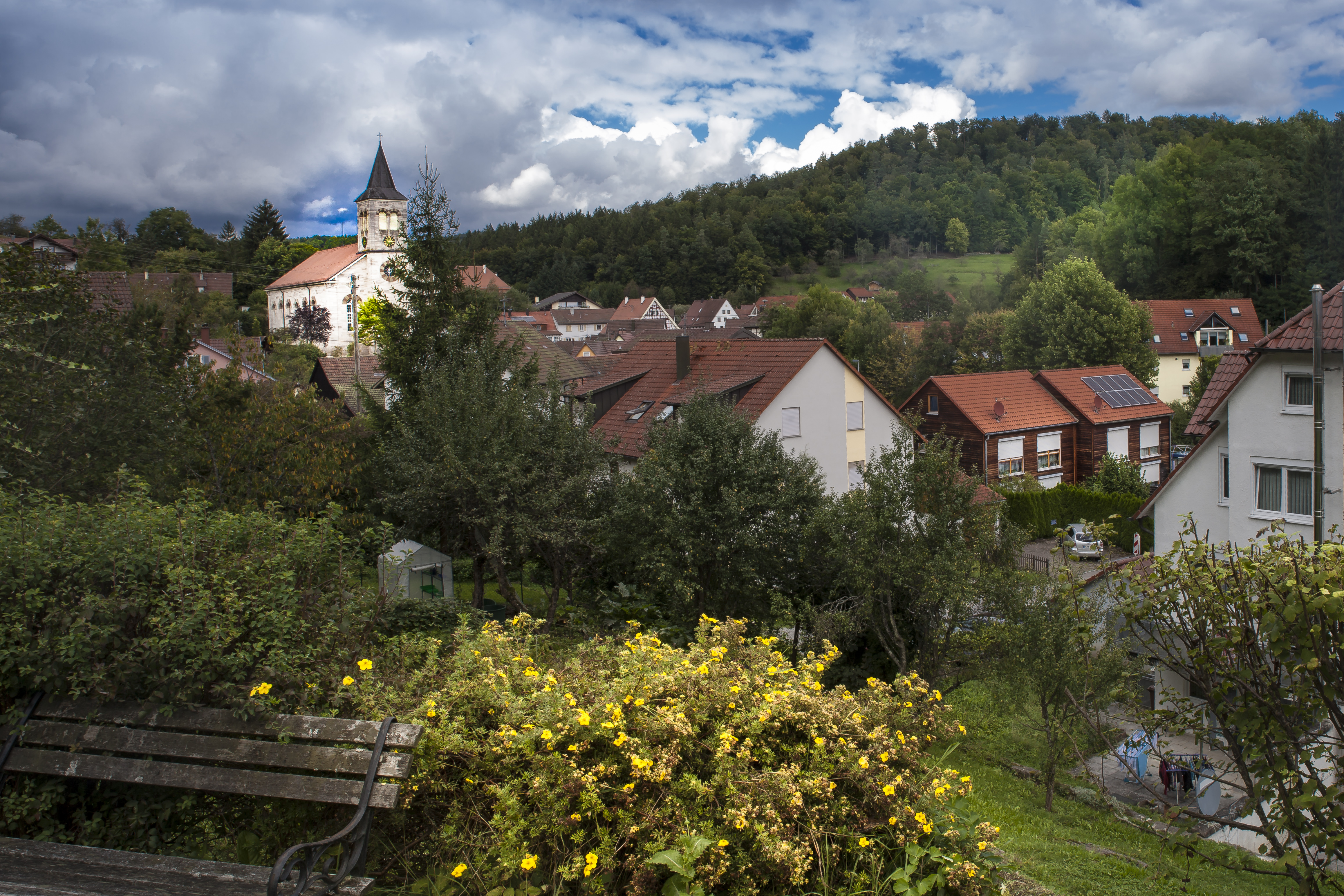
Das Dorf Spiegelberg

### Gemeindegliederung
Zur Gemeinde Spiegelberg gehören 12 separat gelegene Dörfer, Weiler, Höfe und Häuser sowie einige Wüstungen. 
- Zur Gemeinde Spiegelberg im Gebietsstand vom 31. August 1971 gehören das Dorf Spiegelberg, die Weiler Eisenlautern, Großhöchberg, Hüttlen, Obere Roßstaig, Roßstaig und Vorderbüchelberg und der Wohnplatz Gieshof sowie die abgegangene Ortschaft Laßweiler.[3] Der Weiler Dauernberg wurde 1977 eingemeindet.
- Zur ehemaligen Gemeinde Nassach gehören das Dorf Nassach, der Weiler Kurzach, die abgegangenen Ortschaften Glashausen, Leizenweiler[4] und Scharpfenhof[5] sowie die ehemalige Burg Katzenschwanz.
- Zur ehemaligen Gemeinde Jux gehört alleine das Dorf Jux.[6]

### Flächenaufteilung
Nach Daten des Statistischen Landesamtes, Stand 2014.

## Geschichte

### Altwürttembergische Zeit
Der Ort geht auf eine im Jahre 1700 im Spiegelberger Ortsteil Jux gegründete Glashütte zurück. Nach wirtschaftlichen Schwierigkeiten und Pächterwechsel wurde im Jahre 1705 im nahen Lautertal eine Schleifmühle zur Spiegelfertigung errichtet. Diese wurde, nach dem erzeugten Produkt, Spiegelberg benannt. Die Spiegelhütte wurde 1794 geschlossen. 1795 wurden die Gebäude der Spiegelhütte verkauft und eine Krappfabrik gegründet. Trotz des für 10 Jahre zugesicherten Monopols in einem Umkreis von 7 Meilen sowie weiterer Vergünstigungen bestand diese nur wenige Jahre. Infolge der Gründung der Krappfabrik wurden weiterhin eine Baumwollspinnerei, vorübergehend auch eine Essig- und Biersiederei, sowie eine Baumwollfärberei und eine Bleiche gegründet.
Bis 1797 ein eigenes Stabsamt gebildet werden konnte, gehörte Spiegelberg zum altwürttembergischen Oberamt Marbach. Dem Stabsamt Spiegelberg waren neben Spiegelberg auch Jux und Roßstaig zugeordnet.

### Württembergische Zeit bis 1945
Das Stabsamt Spiegelberg bestand bis 1807, ehe es zur Eingliederung in das ebenfalls im Königreich Württemberg befindliche Oberamt Backnang kam. Bei der Kreisreform während der NS-Zeit in Württemberg gelangte Spiegelberg 1938 zum Landkreis Backnang.

### Nachkriegszeit
1945 bis 1952 gehörte die Gemeinde zum Nachkriegsland Württemberg-Baden, welches 1945 in der Amerikanischen Besatzungszone gegründet worden war. 1952 gelangte Spiegelberg zum neuen Bundesland Baden-Württemberg. Seit der Kreisreform von 1973 ist die Gemeinde Teil des Rems-Murr-Kreises.

### Eingemeindungen
Bereits 1827 wurde Großhöchberg nach Spiegelberg eingemeindet, das bis dahin eine selbstständige Gemeinde bildete. Am 1. September 1971 wurden die Gemeinden Jux und Nassach nach Spiegelberg eingemeindet. Dauernberg wurde am 1. Januar 1977 von der Gemeinde Oppenweiler nach Spiegelberg umgemeindet.

## Politik

### Bürgermeister
Bürgermeister ist seit November 2023 Max Schäfer. Er wurde am 24. September 2023 mit 94,5 Prozent der Stimmen gewählt. Er folgte Uwe Bossert nach, der von 2000 bis 2023 amtierte.

### Gemeinderat
In Spiegelberg wird der Gemeinderat nach dem Verfahren der unechten Teilortswahl gewählt. Dabei kann sich die Zahl der Gemeinderäte durch Überhangmandate verändern. Der Gemeinderat in Spiegelberg hat nach der letzten Wahl 13 Mitglieder (vorher 11). Die Kommunalwahl am 9. Juni 2024 führte zu folgendem vorläufigen Endergebnis.   Der Gemeinderat besteht aus den gewählten ehrenamtlichen Gemeinderäten und dem Bürgermeister als Vorsitzendem. Der Bürgermeister ist im Gemeinderat stimmberechtigt.
| Parteien und Wählergemeinschaften | Parteien und Wählergemeinschaften | % 2024  | Sitze 2024 | % 2019  | Sitze 2019 | Kommunalwahl 2024 %6050403020100 57,65 %42,35 % FWGVLGewinne/Verlusteim Vergleich zu 2019 %p 4 2 0 −2 −4+2,55 %p−2,55 %pFWGVL |
| FWV                               | Freie Wählervereinigung           | 57,65   | 7          | 55,10   | 6          | Kommunalwahl 2024 %6050403020100 57,65 %42,35 % FWGVLGewinne/Verlusteim Vergleich zu 2019 %p 4 2 0 −2 −4+2,55 %p−2,55 %pFWGVL |
| GVL                               | Gemeinsam Vorwärts Liste          | 42,35   | 6          | 44,90   | 5          | Kommunalwahl 2024 %6050403020100 57,65 %42,35 % FWGVLGewinne/Verlusteim Vergleich zu 2019 %p 4 2 0 −2 −4+2,55 %p−2,55 %pFWGVL |
| gesamt                            | gesamt                            | 100,0   | 13         | 100,0   | 11         | Kommunalwahl 2024 %6050403020100 57,65 %42,35 % FWGVLGewinne/Verlusteim Vergleich zu 2019 %p 4 2 0 −2 −4+2,55 %p−2,55 %pFWGVL |
| Wahlbeteiligung                   | Wahlbeteiligung                   | 67,46 % | 67,46 %    | 65,85 % | 65,85 %    | Kommunalwahl 2024 %6050403020100 57,65 %42,35 % FWGVLGewinne/Verlusteim Vergleich zu 2019 %p 4 2 0 −2 −4+2,55 %p−2,55 %pFWGVL |

### AfD-Hochburg
Bei der Landtagswahl 2016 erzielte die Partei Alternative für Deutschland in Spiegelberg rund 27 % der Stimmen und wurde stärkste Kraft. Auch bei der Landtagswahl 2021 erzielte die AfD allein in der Gemeinde Spiegelberg mit 21,7 % eine relative Mehrheit der abgegebenen Stimmen. Besonders günstig für sie fiel das Ergebnis im Ortsteil Jux aus, wo 32,5 % der Stimmen an die AfD gingen. Bei der Europawahl 2024 war Spiegelberg die einzige Gemeinde in Baden-Württemberg, in der die AfD stärkste Kraft wurde. Bei der Bundestagswahl 2025 konnte sich die Partei nur leicht auf 35,6 % verbessern.

### Verkehr
Durch Spiegelberg führt die  L 1066 (Gaildorf – Murrhardt – Löwenstein).
Es bestehen Busverbindungen im VVS-Verkehrsverbund nach Sulzbach an der Murr, Löwenstein, Wüstenrot, Backnang.
Die Bahnstation Sulzbach an der Murr ist 7 km entfernt und wird mit einer direkten Busverbindung bedient.

### Nahversorgung
In der Ortsmitte befindet sich eine Bäckereiverkaufsstelle, eine Postagentur und ein 24-Stunden-Markt für Lebensmittel.

## Bildung
Spiegelberg hat eine Grundschule, einen Kindergarten und einen Waldkindergarten.

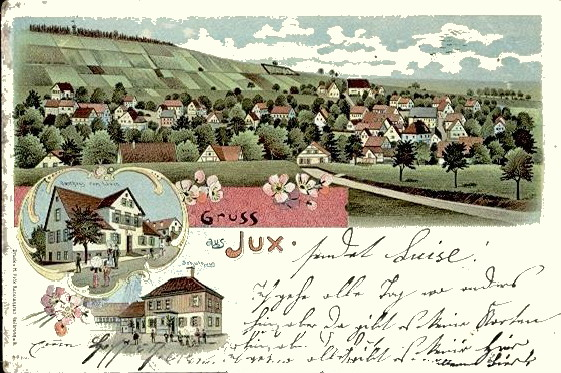
Das Dorf Jux um 1900

## Sehenswürdigkeiten
Spiegelberg liegt an der Idyllischen Straße.
Auf dem 533 Meter hohen Juxkopf, der zweithöchsten Erhebung der Löwensteiner Berge, bietet der Juxkopfturm des Schwäbischen Albvereins eine ausgezeichnete Rundumsicht über den Schwäbisch-Fränkischen Wald.
An der Straße vom Winterlautertal nach Jux befindet sich der Wetzsteinstollen, ein ehemaliges Bergwerk, in dem Schleifsteine abgebaut wurden.
Im Rathaus Spiegelberg befand sich seit 2005 das Glasmuseum Spiegelberg, das die Geschichte der Glashütten im Schwäbisch-Fränkischen Wald anschaulich darstellt. Seit Oktober 2022 ist es wegen Umbauarbeiten bis auf weiteres geschlossen.

## Persönlichkeiten

### Söhne und Töchter der Gemeinde
- Ludwig Nägele (1869–1950), geboren in Jux, württembergischer Oberamtmann und Landrat
- Wilhelm Traub (1914–1998), geboren in Vorderbüchelberg, Politiker (SPD), Landtags- und Bundestagsabgeordneter